# Josefin mä symaskin
Josefin mä symaskin är en sång på svenska med Theodor Larsson som upphovsrättsman för text och musik. Bondkomikern Calle Lindström spelade 1911 in sången på grammofonskiva, den förste svenske komiker som finns bevarad på grammofonskiva. Skivinspelningen utkom samma år , och på skivans etikett anges melodin vara traditionell med text skriven av en av Calle Lindströms vänner/kolleger i bondkomikerbranschen: "Skånska Lasse", vilket är pseudonym för Theodor Larsson. 
Sången handlar om kärleksparet Jonatan och Josefin, som är ute och åker båt på havet. Josefin har med sig sin symaskin. Då de stöter på en klippa nära en ö fastnar de. Först kastar de Josefins symaskin i vattnet, därefter kastar Jonatan av Josefin. Liksom många andra sånger som tidigare räknats som "schlager" har sången senare blivit en barnsång. Den heter då bara Josefin eller Har du en symaskin Josefin?.

## Publikation
- Barnvisboken, 1977, som "Det var en gång en flicka (Josefin)", angiven "trad."
- Barnens svenska sångbok, 1999, under rubriken "Gladsång och poplåt".